# 11444 Peshekhonov
11444 Peshekhonov è un asteroide della fascia principale. Scoperto nel 1978, presenta un'orbita caratterizzata da un semiasse maggiore pari a 2,2997537 au e da un'eccentricità di 0,2210865, inclinata di 3,68375° rispetto all'eclittica.
L'asteroide è dedicato a Vladimir Grigorevič Pešekhonov, progettista sovietico di sistemi di navigazione.